# 울산고래축제
울산고래축제는 울산광역시 남구 고래문화재단에서 개최하는 축제이다. 1995년 9월 19일에 제1회 고래대축제로 개막하였고, 1999년 장생포 고래축제로 개최하였다가 이듬해(2000년, 제6회)부터 울산고래축제라는 이름으로 현재까지 개최하고 있다.